# Korosten
Korosten (tiếng Ukraina: Коростень) là một thành phố của Ukraina. Thành phố này thuộc tỉnh Zhytomyr. Thành phố này có diện tích 42,31 km², dân số theo điều tra dân số năm 2001 là 66.669 người.

## Nhân khẩu
Theo điều tra dân số toàn quốc năm 2001, Korosten bao gồm các dân tộc Ukraina (89%), Nga (7,5%), Ba Lan (1,5%), Belarus (0,6%) và Do Thái (0,5%).
Dưới đây là dân số Korosten qua các năm:
| Năm    | 1939   | 1959   | 1979   | 1989   | 2001   | 2018   |
| Dân số | 30.806 | 38.041 | 65.333 | 72.367 | 66.669 | 63.525 |

## Thành phố kết nghĩa
Korosten kết nghĩa với:
- Anenii Noi, Moldova (2006)
- Kraśnik, Ba Lan (2007)
- Mazyr, Belarus (1998)
- Noyabrsk, Nga (1999)
- Salekhard, Nga
- Sloviansk, Ukraina (2014)
- Svitlovodsk, Ukraina (2005)
- Volodymyr, Ukraina